# Peucecis

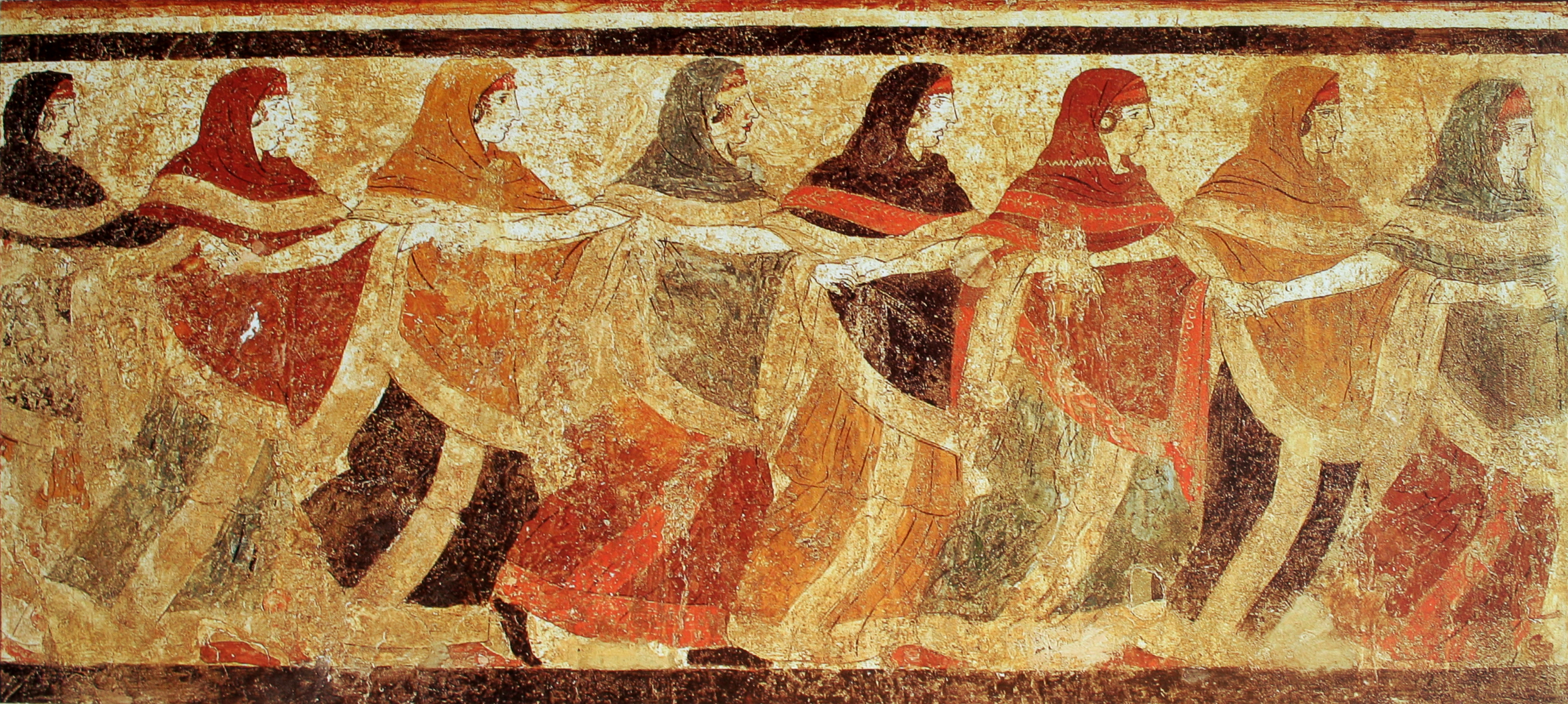
Dones dansaires en la decoració d'una tomba dels peucets, a la necròpolis de Ruvo di Puglia.

Els peucecis (en grec antic: Πευκέτιοι, Peukétioi, llatí: Peucetii) foren un poble del sud d'Itàlia. Els grecs els anomenaren així a partir del seu heroi epònim, Peuceci; els romans, a més d'emprar el terme grec, també els anomenaven pedículs (Paediculi). El seu territori s'anomenava Peucècia (Peucetia).

## Territori
Ocupaven la regió anomenada Peucècia, que coincideix amb l'actual Terra di Bari. Delimitava pel riu Ofanto i el Murge, al nord, el riu Bradano a l'oest, i les terres de les colònies gregues de Tarant i dels messapis al sud.
Tenien tres ciutats importants: Canúsium, Sílvium i Butunt; l'actual capital de la Pulla, Bari, no era en aquell temps una ciutat de gaire rellevància.

## Orígens i trets culturals
Segons Dionisi d'Halicarnàs, el seu heroi fundador, Peuceci, era fill del rei Licàon i germà d'Enotre. Havent dividit Licàon Arcàdia entre els seus vint-i-dos fills, Peuceci es va sentir inspirat per cercar fortuna a l'estranger. Els historiadors moderns consideren que aquest mite etiològic és una manera d'explicar que els peucecis eren un més dels pobles que van colonitzar la Magna Grècia.
Amb la creixent hel·lenització de la zona, el nom de «peucecis» va predominar sobre el de «pedículs». Estrabó els situa al nord dels calabris, i aclareix que els termes «peucecis» i «daunis» no eren emprats per referir-se a ells mateixos, excepte en els temps de llur arribada. En època d'Estrabó, el territori ocupats pels primers peucecis es limitava a la ruta entre Brundísium i Benevent. La ceràmica que els peucecis feien en el període preromà justifica la classificació feta per Estrabó: daunis, peucecis i messapis, encara que tots ells parlaven una mateixa llengua (el messapi) i tenien altres coses en comú. Hi va haver dotze tribus pertanyents a ètnies que van conviure entre els peucecis, una de les quals era a Altamura.
La ceràmica que s'ha trobat en els seus assentaments es pot classificar en tres fases: la primera (segles vii-vi aC), marró i negra amb decoracions geomètriques senzilles i línies verticals; la segona (segle vi aC), d'influència coríntia; i la tercera (després del segle i aC), més elaborada i amb la introducció de dibuixos de fulles, que no és gens original, atès que sembla molt a les produïdes per altres pobles de la rodalia.

## Relació amb els liburnis
En un passatge de Cal·límac citat per Plini el Vell es fa referència a uns peucecis que habitaven a Libúrnia, a la costa adriàtica de l'Il·líria, que haurien assetjat la capital dels romans. Això ha portat a dues interpretacions: que els peucecis de Libúrnia i els de l'Apúlia eren un mateix poble o que eren dos pobles diferents amb un mateix nom.
Aquest episodi, segons Gaetano De Sanctis, es tractaria de l'atac que va dirigir Porsenna l'any 509 aC, mentre que Lorenzo Braccesi, manté que el setge a què es refereix seria el que van efectuar els sènons (saqueig de Roma del 390 aC). Aquesta darrera hipòtesi inclou la possibilitat que, als ulls dels grecs, els peucecis estiguessin confosos amb els picentins o amb els sènons que van fundar Sena Gàl·lica, situada a la frontera de la zona ocupada pels picentins.